# پرچستان (ازنا)
پرچستان، روستایی از توابع بخش جاپلق شهرستان ازنا در استان لرستان ایران است.

## جمعیت
این روستا در دهستان جاپلق غربی قرار دارد و براساس سرشماری مرکز آمار ایران در سال ۱۳۹۵، جمعیت آن ۸۳ نفر (۳۱خانوار) بوده‌است. 